# 万阜乡
万阜乡，是中华人民共和国浙江省丽水市青田县下辖的一个乡镇级行政单位。

## 行政区划
万阜乡下辖以下地区：
万阜村、新庄村、富塘村、白岩前村、垟斜村、蒲州村、云山背村和拓垟村。